# دافيد باقناكاني
دافيد باقناكاني (بالإيطالية: Davide Bagnacani)‏ (8 يناير 1980 بريدجو إميليا في إيطاليا - ) هو لاعب كرة قدم إيطالي في مركز حراسة المرمى. لعب مع نادي بياتشينزا ونادي روما وACD Castel di Sangro Cep 1953 ‏.